# Oración de Pablo

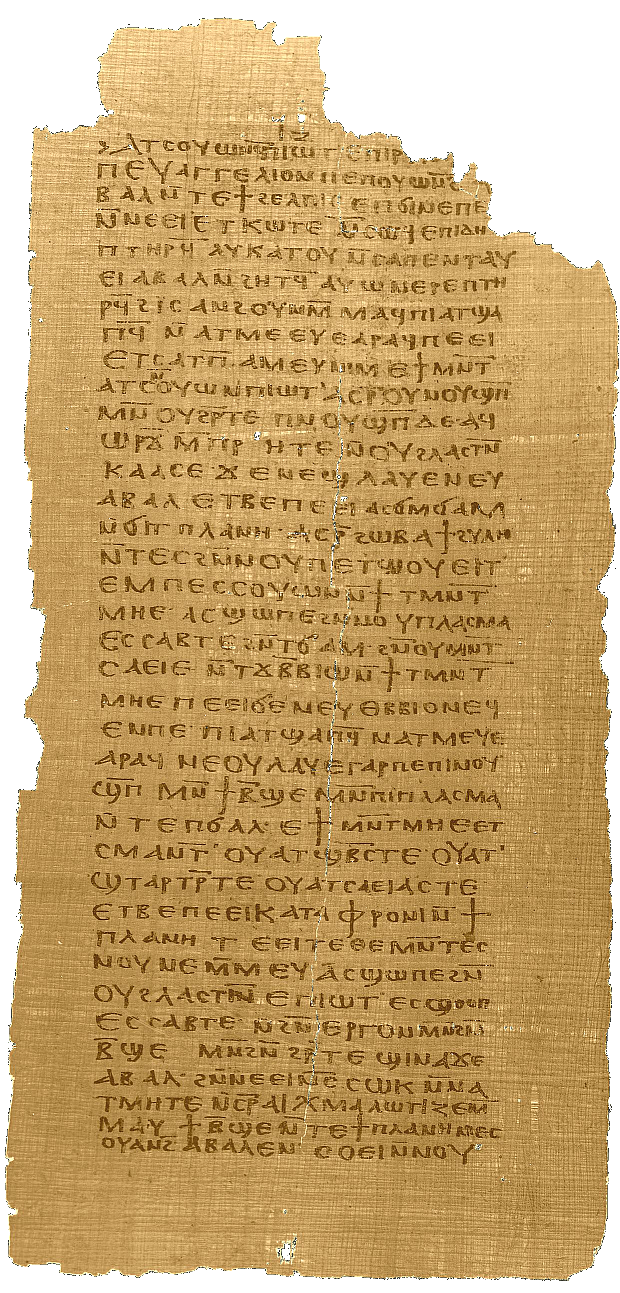
Papiro 17 del Codex I o Codex Jung, de la Biblioteca copta de Nag Hammadi, conteniendo una parte del Evangelio de la Verdad (NHC I,3 - NHC XII,2).

La Oración del Apóstol Pablo (NHC I, A-B) es el primer manuscrito del códice Jung (códice I) de la biblioteca de Nag Hammadi, y está escrito sobre la portada.

## El contenido
Presenta una súplica gnóstica distintiva, diferente de las oraciones canónicas también atribuidas a Pablo. Ha sido considerado como un escrito Valentiniano. Al manuscrito le faltan aproximadamente dos líneas al principio.

## El texto
... tu luz, ¡dame tu piedad! Mi redentor, sálvame, porque soy tuyo: el que ha surgido de ti. ¡Eres mi mente; llévame! ¡Eres mi casa de tesoros; ábrela para mí! ¡Eres mi plenitud; condúceme a ti! Eres mi descanso; dame lo perfecto inalcanzable! 

Te invoco, el que eres y que eras, en el nombre sobre todo nombre, por Jesucristo, el Señor de señores, el Rey de los siglos; dame tus dones -no te arrepentirás- a través del Hijo del hombre, el Espíritu, el Paráclito de la verdad. Dame la autoridad cuando te la pida; dame salud para mi cuerpo cuando te la pida por los Evangelistas, y salva mi eterna alma luminosa y mi espíritu. Y el primogénito del Pléroma de la gracia - ¡revélalo a mi mente! 

Concédeme lo que ningún ojo de ángel ha visto ni oído de gobernante ha escuchado, y lo que no ha entrado en corazón humano, y que llegó a ser angelical y modelado a imagen del Dios psíquico, cuando fue formado en el principio, pues tengo fe y esperanza. Y pon sobre mí a tu Amado, el Elegido, y la Grandeza bendita, el Primogénito, el Primer existente, y el maravilloso Misterio de tu casa; porque tuyo es el poder y la gloria y la alabanza y la grandeza por siempre. Amén.

## Enlaces
- Datos: Q2550652